# Исаков, Алексей Викторович
Алексе́й Ви́кторович Иса́ков (род. 1 мая 1960) — советский и российский дипломат. Чрезвычайный и полномочный посол (2021).

## Биография
Окончил Московский государственный институт международных отношений МИД СССР (МГИМО) (1982). Владеет английским и французским языками. На дипломатической работе с 1982 года.
- В 1982—1984 годах — сотрудник Посольства СССР в Австралии.
- В 1988—1992 годах — сотрудник Посольства СССР/России в Индонезии.
- В 1993—1997 годах — сотрудник Посольства России в Канаде.
- В 2000—2005 годах — сотрудник Посольства России в США.
- В 2005—2008 годах — начальник отдела в Департаменте Северной Америки МИД России.
- В 2008—2011 годах — генеральный консул Российской Федерации в Монреале (Канада).
- В 2011—2020 годах — заместитель директора Департамента Северной Америки МИД России.
- С 16 октября 2020 года — чрезвычайный и полномочный посол Российской Федерации в Литве[1]. 4 апреля 2022 года выслан литовским правительством из страны[2].
- В 2022—2025 годах — посол по особым поручениям МИД России[3].
- С 22 апреля 2025 года — чрезвычайный и полномочный посол Российской Федерации в Уругвае и наблюдатель при Комитете представителей Латиноамериканской ассоциации интеграции по совместительству[4].

## Дипломатический ранг
- Чрезвычайный и полномочный посланник 2 класса (28 апреля 2011)[5].
- Чрезвычайный и полномочный посланник 1 класса (26 декабря 2017)[6].
- Чрезвычайный и полномочный посол (13 сентября 2021)[7].

## Награды
- Орден Дружбы (26 августа 2020) — за большой вклад в реализацию внешнеполитического курса Российской Федерации и многолетнюю добросовестную дипломатическую службу[8].
- Знак отличия «За безупречную службу» XXX лет (8 марта 2015) — за большой вклад в реализацию внешнеполитического курса Российской Федерации и многолетнюю добросовестную работу[9].
- Почётная грамота Президента Российской Федерации (31 июля 2025) — за вклад в реализацию внешнеполитического курса Российской Федерации[10].
- Почётный работник Министерства иностранных дел Российской Федерации.

## Семья
Женат, имеет дочь.